# Espacio coordenado complejo
En matemáticas, el espacio coordenado complejo, espacio de coordenadas complejas o espacio complejo n-dimensional) es el conjunto de todas las n-tuplas ordenadas de número complejos. Se denota como {\displaystyle \mathbb {C} ^{n}}, y es una n-variedad resultado del producto cartesiano del plano complejo {\displaystyle \mathbb {C} } aplicado sobre sí mismo. Simbólicamente,
{\displaystyle \mathbb {C} ^{n}=\{(z_{1},\dots ,z_{n})|z_{i}\in \mathbb {C} \}}
o
{\displaystyle \mathbb {C} ^{n}=\underbrace {\mathbb {C} \times \mathbb {C} \times \cdots \times \mathbb {C} } _{n}.}
Las variables {\displaystyle z_{i}} son las coordenadas (complejas) en el espacio n-complejo.
El espacio de coordenadas complejas es un espacio vectorial sobre los números complejos, con suma por componentes y multiplicación escalar. Las partes real e imaginaria de las coordenadas configuran una biyección de {\displaystyle \mathbb {C} ^{n}} con respecto al espacio coordenado real {\displaystyle \mathbb {R} ^{2n}}. Con la topología euclídea estándar, {\displaystyle \mathbb {C} ^{n}} es un espacio vectorial topológico sobre los números complejos.
Una función en un subconjunto abierto del n-espacio complejo se denomina holomórfica si es holomorfa en cada coordenada compleja por separado. El análisis de multivariable compleja es el estudio de tales funciones holomórficas con n variables. De manera más general, el n-espacio complejo es el espacio destino de los sistemas de coordenadas holomórficas en variedades complejas.